# 高木敏昭
高木 敏昭（たかぎ としあき、1953年11月23日 - ）は静岡県沼津市生まれの元プロ野球審判。

## 来歴・人物
静岡県立沼津工業高等学校を卒業後、1978年にパシフィック・リーグ東京審判部に入局。袖番号は33（1990年の辞職まで変わらず）。審判として数々の試合に出場し、球審・塁審等を務め、1988年の10.19第2試合で一塁塁審を担当した。
1987年6月11日の日本ハム対ロッテ戦で有藤道世（当時の監督）が併殺の判定に抗議・暴行され、退場を宣告。
1990年6月23日の西武対ロッテ戦で球審を務めたが、7回裏西武の攻撃でロッテの園川一美投手がセットポジションの静止が無かったとしてボークと判定した。これに対してロッテ金田正一（当時の監督）が高木に詰め寄って猛抗議。金田が高木の胸付近を殴り退場を宣告したが、金田はその後も蹴るなど暴行を加える。さらに、試合後の会見で金田は「とにかく審判が下手なんだ。自分の言っていることは正しい。ああいう審判がいなくなるまで何回でもやるつもりだ！」と、高木を非難し自らの行為を正当化する発言を行った。これを受けて「こんな人間がいるところで審判ができるか！」とシーズン途中で辞表を提出、審判生活にピリオドを打った。
この事件については、辞職後に出版された暴露本『どいつもこいつも退場だあ～！審判しか知らないプロ野球』（学習研究社）にその時の心境などを書いている。

## 著書
- 『どいつもこいつも退場だあ~!―審判しか知らないプロ野球』学習研究社、1990年12月。ISBN 978-4051055349。